# Eleocharis attenuata
Eleocharis attenuata är en halvgräsart som först beskrevs av Adrien René Franchet och Paul Amédée Ludovic Savatier, och fick sitt nu gällande namn av Eduard Palla. Eleocharis attenuata ingår i släktet småsäv, och familjen halvgräs.

## Underarter
Arten delas in i följande underarter:
- E. a. attenuata
- E. a. erhizomatosa